# Ламберт (сеньор Монако)
Ламберт (фр. Lambert Grimaldi, итал. Lamberto Grimaldi; 1420 — 15 марта 1494) — сеньор Антиба, сеньор Монако с 1458 года из рода Гримальди.

## Биография
Ламберт был двоюродным братом сеньора Монако Каталана и согласно изложенной в завещании воле последнего, был обручён с его дочерью Клодиной (1451—1515). После смерти Каталана в Монако разгорелась борьба за власть в этом владении. Ламберт претендовал на наследие Каталана как муж единственной его наследницы, однако его противницей выступила мать Каталана, Помеллина. Совместно с дожем Генуи Пьетро Фрегозо она организовала заговор с целью убийства своего зятя. В защиту Ламберта выступили французский король и король Прованса, которым он взамен должен был передать преимущественное право приобретения в случае продажи Ламбертом своих владений. 16 марта 1458 года знатнейшие семейства Монако предоставили Ламберту право правления Монако, как обручённому с Клодиной Гримальди. Помеллина была вынуждена бежать из страны. Тем не менее в 1459, 1460 и 1466 годах она вновь пыталась овладеть Монако, однако безуспешно.
29 августа 1465 года в Вентимилье состоялась свадьба Ламберта, сеньора Антиба, с 14-летней «Дамой де Монако» Клодиной. Супруги имели в этом браке 15 детей, в том числе восемь сыновей. Старший из сыновей, Жан II (1468—1505), принял престол страны после смерти отца. Ему наследовал третий по старшинству брат Люсьен (1481—1523). Ещё один брат, Августин, стал епископом Грасским и в 1523—1532 годах управлял Монако в качестве регента.
В течение своего правления значительные усилия Ламберта были направлены на создание и укрепление вооружённых сил Монако. Сдав в аренду Ментону и Рокебрюн, он сумел собрать значительные средства, в том числе за счёт платежей за эти земли герцога Савойского. С 25 февраля 1482 года французский король Карл VIII объявил Монако территорией, находящейся под его защитой, без полагающейся обычно при этом присяги на феодальное служение со стороны Ламберта. Провозглашение подобного рода протектората в те времена ещё не практиковалось. Этот заключённый в 1482 году тесный союз между Францией и Монако сохраняется вплоть до начала XXI столетия. В связи с этим договором в 1482 году была разорвана последняя политическая зависимость Монако от Генуи, откуда первоначально происходил род Гримальди. В 1483 году Клодина Гримальди оформила акт дарения, согласно которому все её наследственные права на владения Монако переходили к её супругу и сыновьям.